# Quasiparticella
In fisica la quasiparticella è una entità a cui è possibile attribuire proprietà particellari che è identificabile in sistemi contenenti particelle interagenti tra loro. Può essere pensata come l'insieme di una particella singola e della circostante nuvola costituita da altre particelle da essa respinte o trascinate nel suo moto attraverso il sistema (da cui anche il termine sinonimo di particella vestita). L'entità può quindi essere considerata come una particella effettiva libera (non interagente).

## Descrizione
La definizione di quasiparticella fu introdotta da Lev D. Landau nel 1956, nell'ambito dei suoi studi sulla superfluidità. Tra il 1941 e il 1947 si occupò di liquidi quantistici bosonici  (quali l’isotopo {\displaystyle {\ce {^4_2He}}}), mentre dal 1956 al 1958 studiò quelli fermionici (ai quali appartiene l’{\displaystyle {\ce {\, ^3_2He}}}). Per questi contributi teorici alla comprensione della superfluidità ottenne il premio Nobel nel 1962.
Il concetto di quasiparticella è stato successivamente esteso a indicare, in generale, un'eccitazione di un sistema a materia condensata, sia esso una particella singola (come nel significato originario di quasiparticella), un sistema di due o più particelle, o un'eccitazione di tipo collettivo, coinvolgente tutte le particelle del sistema.
È tra le idee più importanti della fisica della materia condensata perché permette di semplificare il problema a molti corpi della meccanica quantistica. Infatti le equazioni che regolano la dinamica delle quasiparticelle sono solitamente più semplici delle equazioni che regolano la dinamica delle sottostanti particelle interagenti.
La nozione di quasiparticella fu introdotta a causa dell'impossibilità di descrivere direttamente ogni singola particella di un sistema macroscopico: per dare un'idea della loro numerosità, un granello di sabbia appena visibile (0,1 mm) contiene {\displaystyle 10^{17}} nuclei e {\displaystyle 10^{18}} elettroni. Ognuno di questi nuclei ed elettroni esercita una forza di attrazione o repulsione secondo la Legge di Coulomb. L'equazione di Schrödinger descrive e permetterebbe  di prevedere teoricamente il comportamento di questo sistema; tuttavia, risulta impossibile risolvere con gli strumenti e i metodi di calcolo attuali una siffatta equazione differenziale alle derivate parziali definita in uno spazio di {\displaystyle 3\cdot 10^{18}} dimensioni (pari al prodotto numero di coordinate {\displaystyle (x,y,z)} per il numero di particelle).
Come per gli altri sistemi quantistici, esistono uno stato fondamentale e vari stati eccitati, di cui sono rilevanti solamente quelli con energia prossima allo stato fondamentale: la distribuzione di Boltzmann stabilisce che, a parità di temperatura, le fluttuazioni termiche più alte sono quelle meno probabili. Gli stati eccitati dei livello più bassi possono contenere un numero arbitrario di eccitazioni elementari (fononi, quasiparticelle, ed eccitazioni collettive).

## Lista delle quasiparticelle
| Quasiparticella             | Significato                                                                                                  |
| --------------------------- | --- |
| Bipolarone                  | Una coppia legata di due polaroni                                                                            |
| Caricone (in ing. chargone) | Una quasiparticella ottenuta come risultato della separazione spin-carica dell'elettrone                     |
| Configurone                 | Una eccitazione configurazionale elementare in un materiale amorfo che implica la rottura del legame chimico |
| Lacuna                      | Una mancanza di elettrone in una banda di valenza                                                            |
| Eccitone                    | Uno stato legato di un elettrone e una lacuna                                                                |
| Frattone                    | Una vibrazione collettiva quantizzata sopra un substrato con una struttura di frattale.                      |
| Olone                       | Una quasi-particella ottenunta come risultato della separazione spin-carica dell'elettrone                   |
| Librone                     | Una quasiparticella associata al moto librazionale di molecole in un cristallo molecolare.                   |
| Magnone                     | Un'eccitazione coerente di spin di elettrone in un materiale                                                 |
| Fasone                      | Modi vibrazionali in un quasicristallo associato al riordinamento atomico                                    |
| Fonone                      | Modi vibrazionali in un reticolo cristallino associati agli spostamenti atomici                              |
| Orbitone                    | Una quasi-particella ottenunta come risultato della separazione spin-orbita dell'elettrone                   |
| Plasmone                    | Un'eccitazione coerente di un plasma                                                                         |
| Polarone                    | Una quasiparticella carica in movimento in un materiale circondata da ioni                                   |
| Polaritone                  | Una miscela di fotone con altre quasiparticelle                                                              |
| Qualunquone                 | Quasiparticella intermedia tra bosone e fermione                                                             |
| Rotone                      | Eccitazione elementare nell'elio-4 superfluido                                                               |
| Solitone                    | Un'onda di eccitazione isolata auto-rinforzante                                                              |
| Spinone                     | Una quasiparticella ottenuta come risultato della separazione spin-carica dell'elettrone                     |
| Levitone                    | Una quasiparticella ottenuta da un mare di Fermi                                                             |

Inoltre, la particella chiamata elettrone nella fisica della materia condensata è anche una quasiparticella, poiché è uno stato ingarbugliato (entangled) di molti elettroni.